# Да ли смо ми у шеми?
Да ли смо ми у шеми? (енгл. That Awkward Moment) америчка је романтична комедија из 2014. године у режији и по сценарију Тома Гормикана. Главне улоге тумаче Зак Ефрон, Мајлс Телер и Мајкл Б. Џордан.

## Радња
Кад Мајкија остави девојка, његови најбољи пријатељи Џејсон и Данијел склапају пакт да ће и они остати самци све док се Мајки опет не нађе у њујоршком ковитлацу излажења са девојкама. Али кад Џејсон упозна Ели, а Данијелово пријатељство са Челси прерасте у нешто веће, момци схватају да је линија између необавезног забављања и озбиљне везе тања него што су мислили.

## Улоге
| Глумац          | Улога            |
| --------------- | ---------------- |
| Зак Ефрон       | Џејсон           |
| Мајлс Телер     | Данијел          |
| Мајкл Б. Џордан | Мајки            |
| Имоџен Путс     | Ели Ендруз       |
| Макензи Дејвис  | Челси            |
| Џесика Лукас    | Вира             |
| Ди Би Вудсајд   | Вирин адвокат    |
| Адисон Тимлин   | Алана            |
| Џош Пајс        | Фред             |
| Џон Ротман      | Челсин отац      |
| Тина Бенко      | Елина мајка      |
| Барбара Гарик   | Челсина мајка    |
| Емили Мид       | Кристи           |
| Алисија Рајнер  | Аманда Силверман |
| Кејт Симсес     | Четвороока       |